# Quintã
Quintã ist ein Ort und eine ehemalige Gemeinde (Freguesia) im portugiesischen Kreis Vila Real. Die Gemeinde hatte 174 Einwohner (Stand 30. Juni 2011).
Am 29. September 2013 wurden die Gemeinden Quintã, Vila Cova und Pena zur neuen Gemeinde União das Freguesias de Pena, Quintã e Vila Cova zusammengeschlossen.